# Kicker Robinson
Kicker Robinson (* in Texarkana, Bowie County, Texas) ist ein US-amerikanischer Schauspieler.

## Leben
Robinson ist der Sohn des ehemaligen US-Marshals Bob „BigBoy“ Kicker und dessen Frau Hildy. Er genoss eine Ausbildung beim United States Marine Corps. Bis zu seinem ersten College-Jahr spielte der 1,91 m große Robinson als Quarterback in einer American-Football-Auswahl, bis er sich während eines Spiels das linke Knie verletzte. Bis heute kann er sein linkes Bein nur bedingt belasten und daher führt er in Filmen Tritte mit dem rechten Bein aus. Er trägt den schwarzen Gürtel in der Kampfsportart Judo. Er gab 2014 sein Schauspieldebüt im Horrorfilm Wrong Turn 6: Last Resort in der Rolle des leicht chaotisch und patriotisch auftretenden Sheriff Doucette. Im selben Jahr übernahm er die Rolle des Copper im Katastrophenfernsehfilm Firequake: Die Erde fängt Feuer. Für die deutschsprachige Synchronisation lieh ihm Sven Gerhardt seine Stimme. 2015 verkörperte er die Rolle des Commander Sumner im Tierhorrorfernsehfilm Roboshark. Er wird hier diesmal von Dirk Müller synchronisiert. In den Credits wird er als Raymond Steers aufgeführt.

## Filmografie
- 2014: Wrong Turn 6: Last Resort
- 2014: Firequake: Die Erde fängt Feuer (Firequake) (Fernsehfilm)
- 2015: Roboshark (Fernsehfilm)